# Kawanishi K-5
El Kawanishi K-5 fue un hidroavión japonés de la compañía Kawanishi. Se trataba de un hidroavión sesquiplano con capacidad para cuatro pasajeros o un peso equivalente de carga o correo.

## Historial
Su desarrollo por parte de Eiji Sekiguchi se inició en noviembre de 1921, siendo concluido el aparato en octubre de 1922. La configuración del aparato era de sesquiplano, con el plano inferior de implantación baja, con un acusado diedro, y el superior en parasol. Los montantes entre los planos formaban una inusual V asimétrica.
La tripulación era de dos miembros, que se sentaban lado a lado en una cabina abierta. Los cuatro pasajeros o la carga de correo se ubicaban en una cabina cerrada situada tras la de los pilotos, dotada de unas amplias ventanillas circulares. 
Iniciadas sus pruebas, el K-5 demostró su incapacidad para despegar con una carga útil apropiada, debido a la escasa potencia de su motor Maybach M IV de 6 cilindros en línea. Dado que no se esperaba contar con un motor de mayor potencia en un futuro próximo, tan sólo se construyó un ejemplar del K-5.

## Especificaciones
Referencia datos: Japanese Aircraft 1910–1941

### Características generales
- Tripulación: 2
- Capacidad: 4 pasajeros o 300 kg de correo
- Longitud: 12,635 m
- Envergadura: 18,7 m
- Altura: 4,6 m
- Superficie alar: 68,5 m²
- Peso vacío: 1.750 kg
- Peso cargado: 2.700 kg
- Planta motriz: 1× motor en línea de 6 cilindros Maybach M IV.
  - Potencia: 260-305 hp

### Rendimiento
- Velocidad máxima operativa (Vno): 150 km/h
- Alcance: km
- Radio de acción: km
- Alcance en combate: km
- Alcance en ferry: km
- Techo de vuelo: 4.000 m

### Aeronaves similares
- Latécoère 28
- LFG V 101
- Supermarine Sea Eagle

### Secuencias de designación
←  K-2 • K-3 • K-5 • K-6 • K-7 →

### Listas relacionadas
- Anexo:Hidroaviones y aviones anfibios